# Dorothy Macmillan
Lady Dorothy Evelyn Macmillan GBE (28 de julio de 1900–21 de mayo de 1966) era hija del noveno duque y de la duquesa de Devonshire, y esposa del primer ministro británico Harold Macmillan.

## Biografía
Nacida Dorothy Evelyn Cavendish, paso los primeros ocho años de su vida en Holker Hall, Lancashire, y en el Castillo de Lismore, Irlanda. Se hizo conocida como Lady Dorothy después de que su padre heredara el Ducado de Devonshire, y la familia se mudara a Chatsworth House, Derbyshire, y a las otras propiedades ducales. Ella recibió lecciones de francés, alemán, equitación y golf. Desde los dieciséis años vivió con su familia en Rideau Hall, Ottawa, cuando su padre fue nombrado Gobernador General de Canadá.
En 1920 se casó con el político conservador Harold Macmillan, que había estado al servicio de su padre en Canadá. Su lujosa boda, el 21 de abril en la iglesia de Santa Margarita (Westminster), contó con la presencia de la realeza, la aristocracia y las principales figuras literarias, y fue llamado el evento social de la temporada en Londres.
Lady Dorothy era esposa de un respetuoso político y la pareja permaneció junta (a pesar de su largo romance con el político conservador Robert Boothby) hasta su muerte de un ataque al corazón en las propiedades de la familia Macmillan en Birch Grove, East Sussex, en 1966. Su marido le sobrevivió 20 años.
Ella y Harold tuvieron cuatro hijos:
- Maurice Macmillan, vizconde Macmillan de Ovenden (1921 a 1984), político conservador. Casado con La Honorable Katharine Ormsby-Gore, hija del 4.º barón Harlech.

- Lady Caroline Macmillan (1923-2016). Se casó con Julian Faber. Fue la más longeva de sus hijos. Murió a los 93 años.

- Lady Catherine Macmillan (1926–1991). Casada con Julian Amery, político conservador, después barón Amery de Lustleigh.

- Sarah Macmillan (1930–1970). Llevó una vida turbulenta, arruinada por problemas alcohólicos.

### Hermano
El 26 de noviembre de 1950, su hermano Edward Cavendish, décimo duque de Devonshire, murió de un ataque al corazón en presencia del presunto asesino en serie John Bodkin Adams. Adams fue llevado a juicio en 1957 y el proceso fue calificado como poco serio. En relación con su hermano, su muerte no fue investigada, sugiriéndose, que fue porque el gobierno no quería llamar la atención sobre la vida privada de Lady Dorothy, en concreto su relación con Boothby.
- Datos: Q3037179
- Multimedia: Dorothy Macmillan / Q3037179